# Максимово (Ленинградская область)
Максимово — деревня в Лидском сельском поселении Бокситогорского района Ленинградской области.

## История
Деревня Максимовская упоминается на карте Новгородского наместничества 1792 года А. М. Вильбрехта.
Согласно X-ой ревизии 1857 года:

МАКСИМОВО — деревня, принадлежит Самсоновой (Позен): хозяйств — 3, жителей: 6 м. п., 9 ж. п., всего 15 чел.; Никоновой: хозяйств — 3, жителей: 7 м. п., 6 ж. п., всего 13 чел.

По земской переписи 1895 года:

  
МАКСИМОВО — деревня, крестьяне бывшие Самсоновой (Позен): хозяйств — 3, жителей: 9 м. п., 7 ж. п., всего 16 чел.; крестьяне бывшие Никоновой: хозяйств  — 3, жителей: 11 м. п., 12 ж. п., всего 23 чел.; крестьяне на арендной земле г. Копыльцова: хозяйств  — 2, жителей: 12 м. п., 10 ж. п., всего 22 чел.

В конце XIX — начале XX века деревня административно относилась к Верховско-Вольской волости 1-го земского участка 3-го стана Устюженского уезда Новгородской губернии.

МАКСИМОВО — деревня Марьинского сельского общества, число дворов — 14, число домов — 25, число жителей: 42 м. п., 54 ж. п.; Занятие жителей: земледелие, лесные заработки. Речка Обломна и озеро Максимово. Часовня. (1910 год)

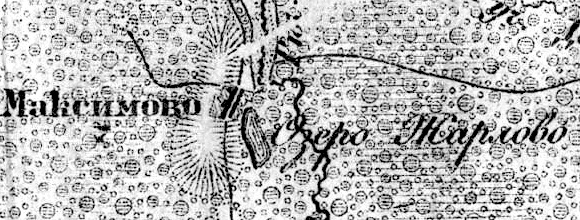
Деревня Максимово на карте 1917 года

Согласно военно-топографической карте Новгородской губернии издания 1917 года деревня состояла из 7 крестьянских дворов.
С 1917 по 1927 год деревня входила в состав Советской волости Устюженского уезда Череповецкой губернии. 
С 1927 года, в составе Потокского сельсовета Ефимовского района.
По данным 1933 года деревня Максимово входила в состав Потокского сельсовета Ефимовского района.
В 1940 году население деревни составляло 118 человек.
С 1965 года, в составе Бокситогорского района.
По данным 1966 и 1973 годов деревня Максимово также входила в состав Потокского сельсовета.
По данным 1990 года деревня Максимово входила в состав Подборовского сельсовета.
В 1997 году в деревне Максимово Подборовской волости проживали 8 человек, в 2002 году — 10 человек (русские — 80 %).
В 2007 году в деревне Максимово Подборовского сельского поселения проживали 3 человека, в 2010 году — 4 человека. 
Со 2 июня 2014 года — в составе вновь созданного Лидского сельского поселения Бокситогорского района.
В 2015 году в деревне Максимово Лидского СП проживал 1 человек.

## География
Деревня расположена в восточной части района к югу от автодороги 41К-033 (Сомино — Ольеши).
Расстояние до посёлка Подборовье — 8 км.
Расстояние до ближайшей железнодорожной станции Подборовье — 11 км. Ближайший остановочный пункт — платформа 7 км.
Деревня находится на правом берегу реки Обломна. В деревне находится озеро Жарлово (Максимово).

## Демография
| 1997 | 2002 | 2007 | 2010 | 2017 |
| ---- | ---- | ---- | ---- | ---- |
| 8    | ↗10  | ↘3   | ↗4   | ↘1   |

## Инфраструктура
На 1 января 2016 года в деревне было зарегистрировано 1 домохозяйство.